# 단일 지불자 의료
단일 지불자 의료는 모든 주민의 필수 의료 비용이 단일 공공 시스템(따라서 "단일 지불자")으로 보장되는 보편적 의료의 한 유형이다.
단일 지불자 시스템은 민간 기관과 의료 서비스 계약을 맺을 수도 있고(캐나다의 경우) 의료 자원과 인력을 소유하고 고용할 수도 있다(영국의 경우). "단일 지불자"는 민간 기관이나 둘 다의 혼합이 아닌 단일 공공 기관이 의료 비용을 지불하는 메커니즘을 설명한다.
단일 지불자 의료 시스템 내에서는 단일 정부 또는 정부 관련 소스가 모든 보장 의료 서비스에 대해 비용을 지불한다. 정부는 이 전략을 사용하여 보편적 의료, 의료에 대한 경제적 부담 감소, 인구의 건강 결과 개선 등 여러 목표를 달성한다. 2010년에 세계보건기구(WHO) 회원국들은 보편적 의료를 목표로 채택했다. 이 목표는 2015년 유엔 총회 에서도 지속 가능한 개발을 위한 2030 어젠다의 일부로 채택되었다.
단일 지불자 의료 시스템은 지리적 또는 정치적 지역의 전체 인구로 구성된 단일 위험 풀을 설정한다. 또한 제공되는 서비스, 상환율, 약품 가격 및 필수 서비스에 대한 최소 기준에 대한 단일 규칙 세트를 설정한다.
전 세계 여러 국가에는 단일 지불자 건강 보험 프로그램이 있다. 이러한 프로그램은 일반적으로 다양한 방식으로 구현되는 일종의 보편적 의료 서비스를 제공한다. 영국이나 스페인처럼 정부가 의사를 고용하고 병원을 운영하는 경우도 있다. 또는 캐나다 에서 취한 접근 방식과 같이 정부가 외부 기관으로부터 의료 서비스를 구매할 수도 있다.

## 같이 보기
- 의료
- 건강 형평성
- 의료제도